# Paula Fynn
Paula Fynn (født 11. april 1988) er en håndboldspiller fra Uruguay. Hun spiller på Uruguays håndboldlandshold, og deltog under VM 2011 i Brasilien.

## Personlige liv
Hun er kærester med den uruguyanske fodboldspiller Alejandro González som spiller for CA Peñarol.